# Przejście graniczne Dzwinkowe-Lónya
Przejście graniczne Dzwinkowe-Lónya - to międzynarodowe ukraińsko-węgierskie drogowe przejście graniczne, położone w rejonie berehiwskim obwodu zakarpackiego.
Jest to przejście przeznaczone dla ruchu osobowego.